# 충의로 (예산군)
충의로(Chungui-ro)는 충청남도 예산군 덕산면 덕산회전교차로에서 예산군 예산읍를 잇는 도로이다.

## 주요 경유지
충청남도
- 예산군 (덕산면 . 삽교읍)

## 노선
| 이름                         | 접속 노선                     | 소재지 | 소재지 | 비고                 |
| ---------------------------- | ----------------------------- | ------ | ------ | -------------------- |
| 덕산오거리 (덕선회전 교차로) | 지방도 제609호선 (도청대로)   | 예산군 | 덕산면 |                      |
| 안치 교차로                  | 국도 제45호선 (윤봉길로)      | 예산군 | 삽교읍 |                      |
| 평촌교                       |                               | 예산군 | 삽교읍 |                      |
| 삽교 교차로                  | 국도 제45호선 (윤봉길로)      | 예산군 | 삽교읍 |                      |
| 건너삽다리삼거리             | 지방도 제619호선 (삽교평야로) | 예산군 | 삽교읍 | 지방도 제619호선구간 |
| 충의대교                     |                               | 예산군 | 삽교읍 | 지방도 제619호선구간 |
| 충의대교삼거리               | 삽교로 예당로                 | 예산군 | 삽교읍 | 지방도 제619호선구간 |
| (이름없음)                   | 국도 제45호선 (윤봉길로)      | 예산군 | 삽교읍 |                      |

## 주요 시설및 건물
- HD현대오일뱅크 덕산주유소 (충의로 6/읍내리 263)
- SK에너지 가야주유소 (충의로 166/송산리 84-4)
- GS칼텍스 도청주유소 (충의로 525/삽교리 96)